# Ludwig-Bölkow-Journalistenpreis
Der Ludwig-Bölkow-Journalistenpreis ist ein von dem europäischen Luft- und Raumfahrtkonzern EADS gestifteter Journalistenpreis zum Andenken an Ludwig Bölkow.

## Offizielle Zielsetzungen
Der Preis soll gründlich recherchierten Journalismus im Bereich der Luft- und Raumfahrt fördern und das komplexe Thema einem breiten Publikum zugänglich machen. Ausgezeichnet werden Autoren, die Themenbereiche oder Teilaspekte aus der Luft- und Raumfahrt kompetent aufarbeiten, kritisch hinterfragen, eingehend analysieren und dem Laien allgemein verständlich vermitteln. Der Preis wird jährlich in den Sparten Print, Hörfunk und Fernsehen verliehen und ist jeweils mit 5.000 Euro dotiert. Eine unabhängige Jury unter Leitung der Deutschen Journalistenschule bewertet die Beiträge.
Seit dem Jahr 2009 ist der Preis im Deutschen Journalistenpreis für Luft- und Raumfahrt aufgegangen.

## Preisträger
2004
- Print: Marc Schürmann, SZ-Magazin, für Die halten ewig
- Hörfunk: Florian Hildebrand, Bayerischer Rundfunk, für Langer Marsch zum Mond – Mit dem Götterschiff startet Pekings bemannte Raumfahrt
- Fernsehen: Peter Bardehle und Kris Karathomas, ARTE, für Himmelhoch: 100 Jahre Fliegerei
- Sonderpreis: Michael Schröder, Peiner Allgemeinen Zeitung, für die Serie Arbeiten am Airport; und Sylvia Kuck, hr-skyline, für Single European Sky

2005
- Print: Karin Steinberger, Süddeutsche Zeitung, für Fertig für den Himmel
- Hörfunk: Ulrich Thimm, Hessischer Rundfunk, für Rettung wäre möglich gewesen: Warum die Columbia-Besatzung sterben musste
- Fernsehen: Redaktionsteam Quarks & Co, WDR, für Quarks & Co – Weltraum-Abenteuer
- Sonderpreis: Karl-Heinz Dix, tz, für die Serie zum Thema 50 Jahre Lufthansa

2006
- Print: Alexander Stirn, SZ Wissen, für Fliegende Flunder
- Hörfunk: Ralf Krauter, Deutschlandfunk, für Fliegen wie ein Vogel – Drachenbauer verwirklichen Otto Lilienthals Traum
- Fernsehen: Harald Stocker, ProSieben, für Lackierung Airbus
- Sonderpreis: Braunschweiger Zeitung für die Wissenschaftsserie Campus

2007
- Print: Eva Wolfangel, Esslinger Zeitung, für Der Antrieb treibt Anuscheh Nawaz um
- Hörfunk: Andi Stummer, Bayern 2, für David Warren – Der Erfinder der Black Box
- Fernsehen: Uwe Agnes und Bernd Siering, Radio Bremen, für Countdown für einen Traum
- Sonderpreis: Alenka Tschischka, rbb, für Der Countdown läuft – Thomas Reiter fliegt zur ISS/News aus dem All

2008
- Print: Ulli Kulke, Welt/Welt am Sonntag, für Showdown beim Rennen zum Mond
- Hörfunk: Dirk Lorenzen, Deutschlandradio, für Weltraumlabor Columbus: Happy End nach zwei Jahrzehnten
- Fernsehen: Petra Reinfelder und Benedikt Burkard, SWR, für Robert Lusser und die V1